# Tarifverbund Freiburg
Der Tarifverbund Freiburg, auch bekannt unter dem Marketingnamen Frimobil, ist ein Tarifverbund in der Schweiz. Er besteht seit dem 10. Dezember 2006 (Fahrplanwechsel); das Tarifverbund-Gebiet ist in 56 Zonen aufgeteilt und umfasst den Kanton Freiburg und die Broye des Kantons Waadt.

## Tarifpartner
- Transports publics Fribourgeois (TPF)
- Schweizerische Bundesbahnen (SBB)
- BLS
- PostAuto
- Transports publics Vevey–Montreux–Chillon–Villeneuve (VMCV)
- Montreux-Berner Oberland-Bahn (MOB), (frz.: Chemin de fer Montreux-Oberland bernois)

## Netzpläne

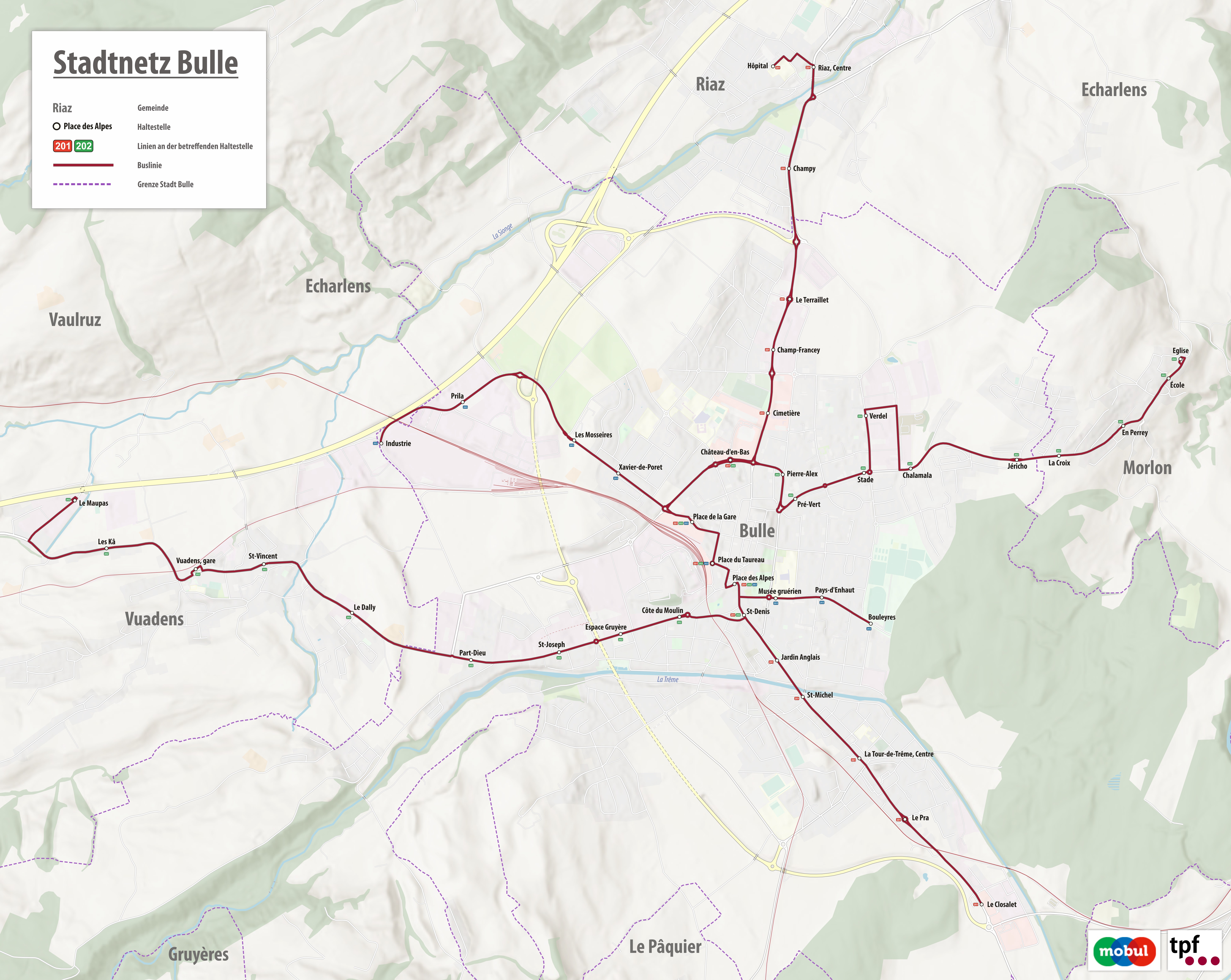
Bulle
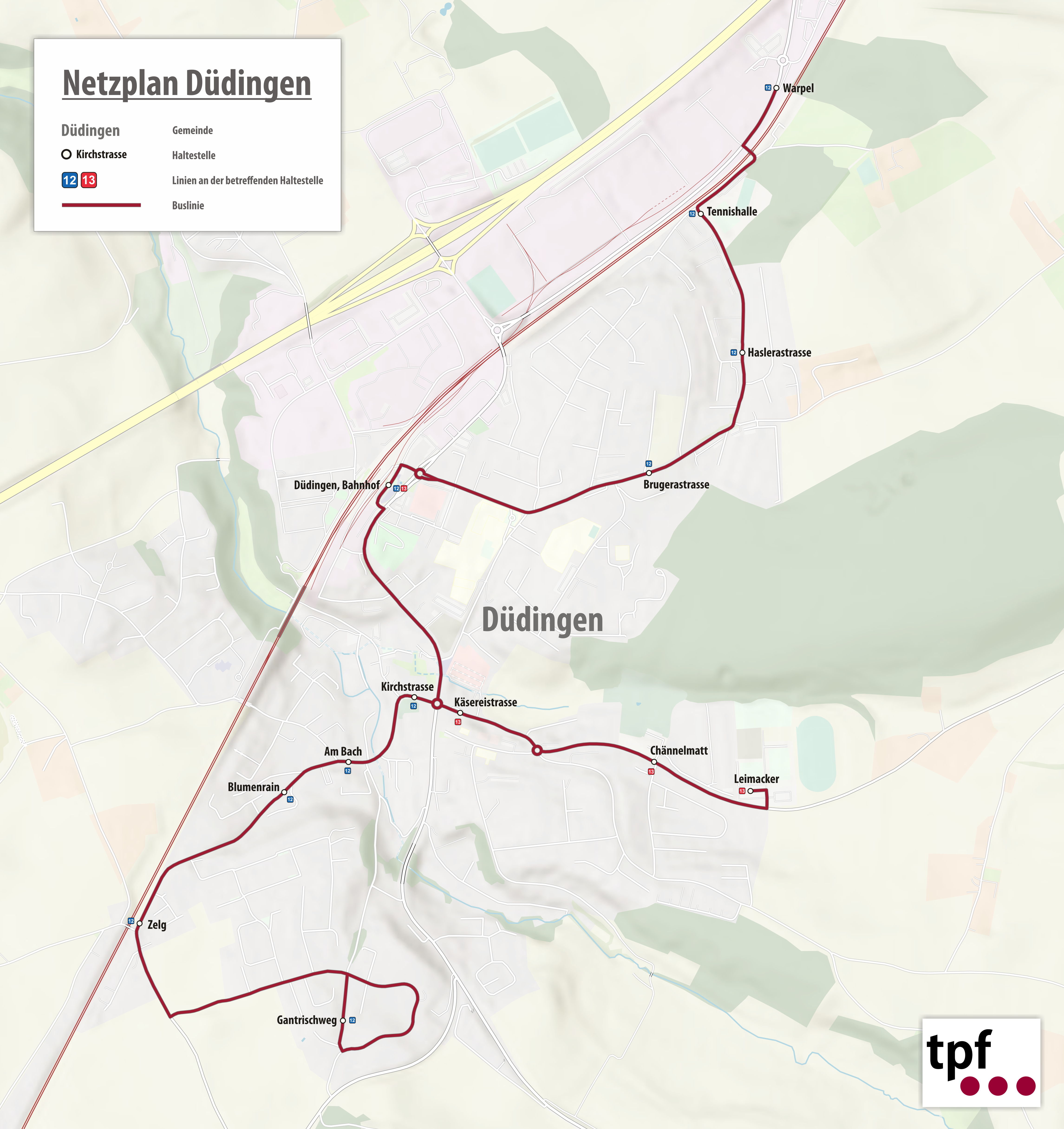
Düdingen
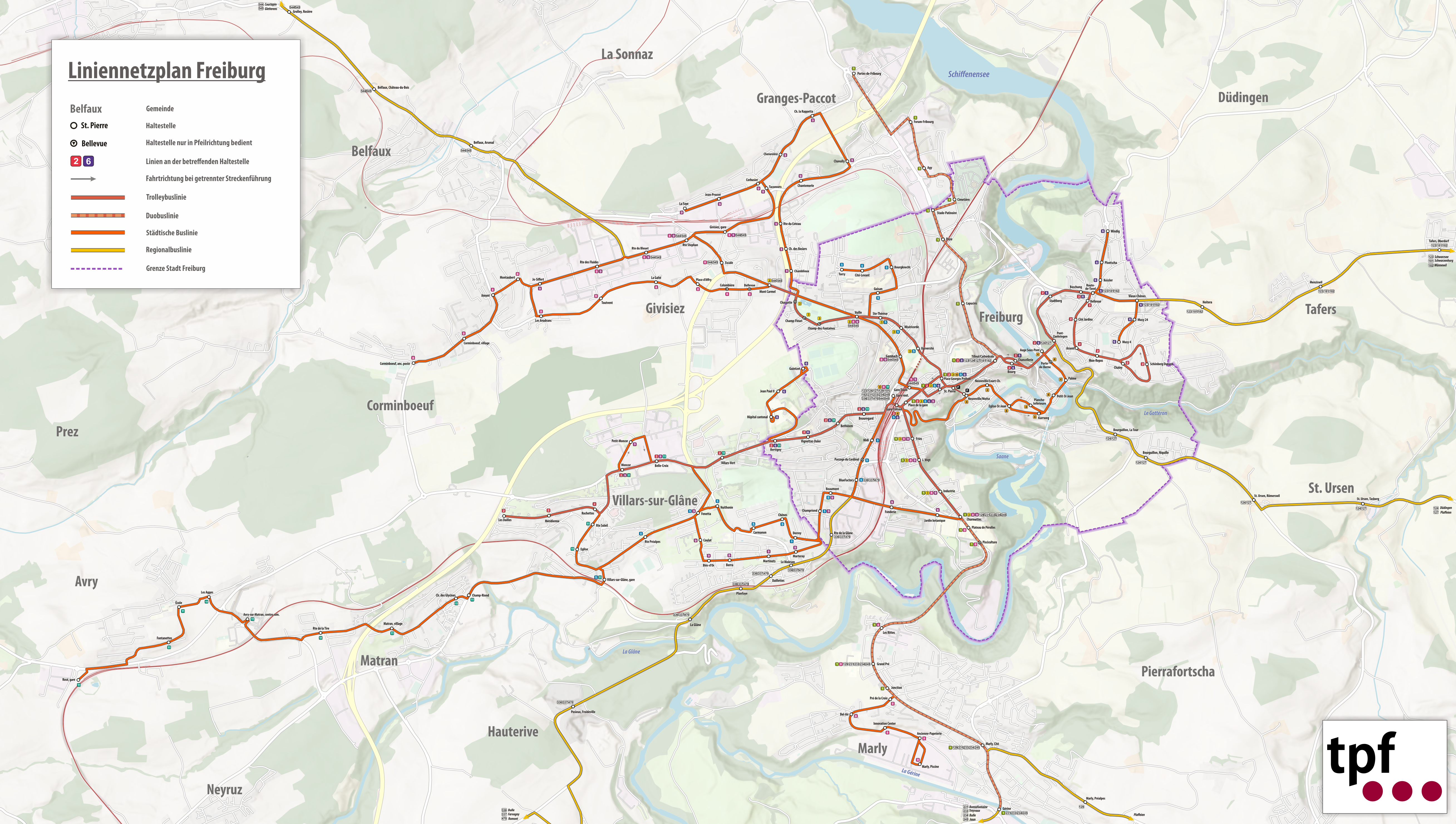
Freiburg
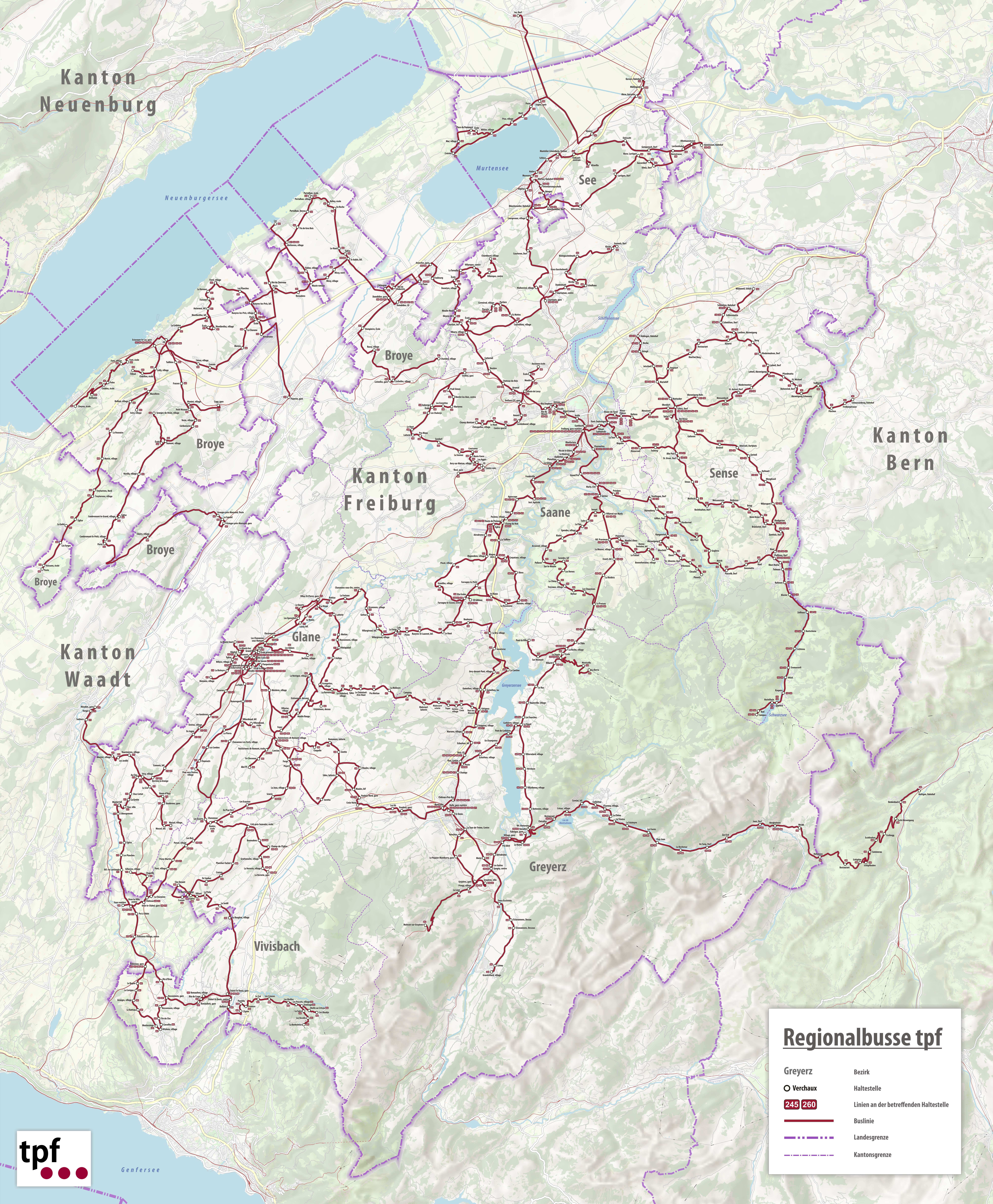
Kanton Freiburg
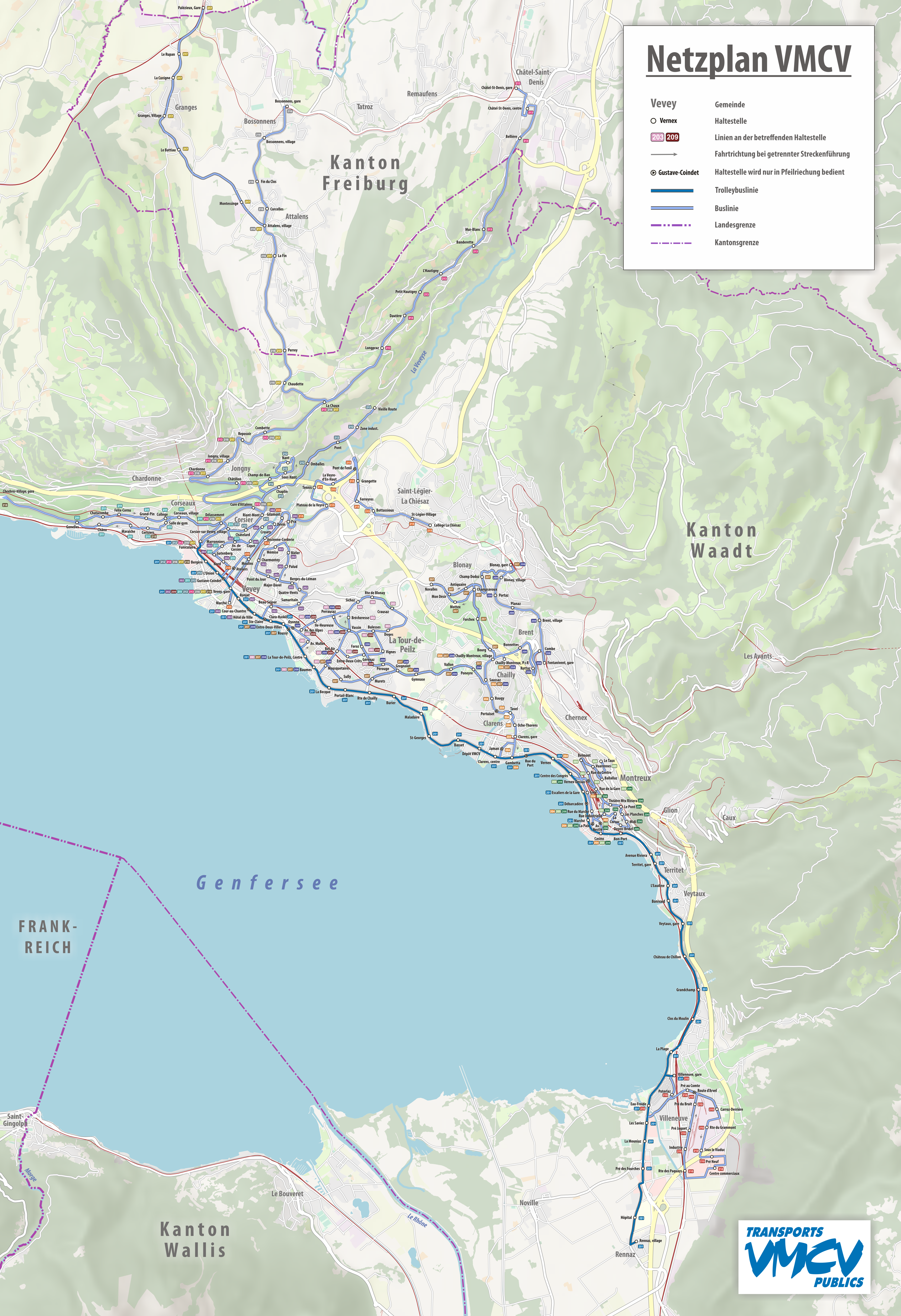
Vevey